# 溫德格哈萊特冰川
71°49′S 11°15′E / 71.817°S 11.250°E
溫德格哈萊特冰川（英語：Vindegghallet Glacier）是南極洲的冰川，位於東部南極洲的毛德皇后地，處於洪堡山脈中弗洛努滕山南面，全長7公里，由德國的探險隊發現。